# 니산강

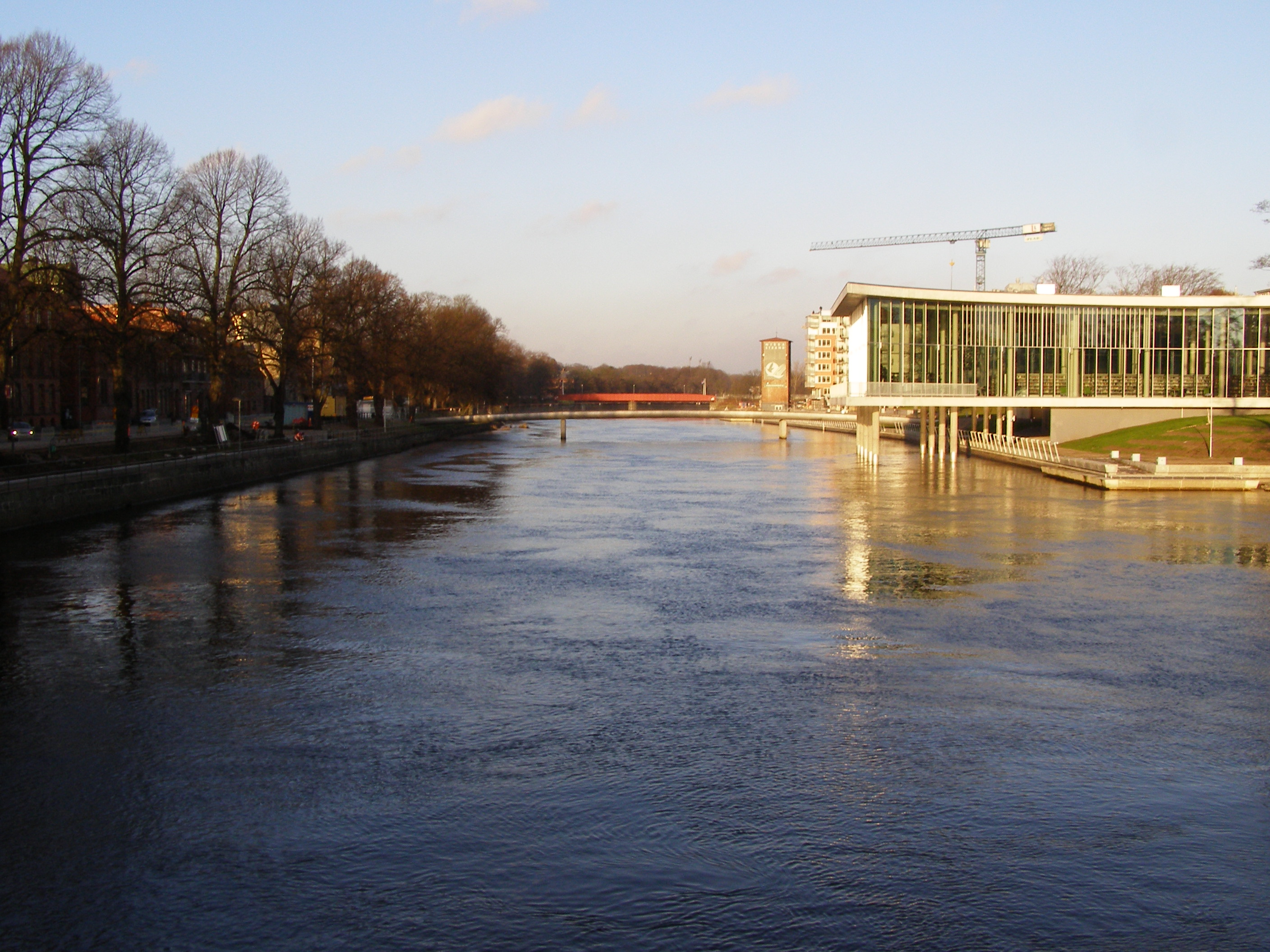
니산강의 모습

니산강(Nissan)은 스웨덴의 강으로서 총 길이는 240 km이다. 스웨덴의 남서 지방에서는 가장 긴 강 중 하나이다. 노르웨이와 덴마크 사이로 흘러들어가는 카데카트 해협으로 흘러들어가며 북해와 만난다.